# إستيبان أوبيانغ
إستيبان أوبيانغ (مواليد 7 مايو 1998) هو لاعب كرة قدم من غينيا الاستوائية يلعب في مركز الظهير الأيمن في نادي أنتقيرة.ولد في إسبانيا ويمثل منتخب غينيا الاستوائية.